# Absorção acústica
Absorção acústica é o fato de se absover o som para ele não ser refletido, anulando sua reverberação.
Em muitos ambientes fechados esta reverberação deve ser anulada, ou no mínimo controlada, para se ter um bom conforto acústico.
Para isso, deve se utilizar materiais porosos e leves (mantas, lãs de rocha ou de vidro, tecidos, espumas acústicas, tapetes,placas de fibra de coco etc). Estes materiais dificultam a reflexão do som nas paredes, anulando-o principalmente nas médias e altas frequências.
Para salas de cinema ou restaurantes, é interessante se ter muita absorção do som, para deixá-lo mais claro possível.
Em salas de espetáculos, teatros, e estúdios, é necessário projeto específico de acústica, para não se absorver som demais, deixando a sala "morta" acústicamente.
A fração de som absorvida é governada pela impedância acústica s de ambos os meios e é uma função da freqüência e do ângulo de incidência.